# NK Jedinstvo Bihać
Maillots
Dernière mise à jour : 6 août 2025.
Le NK Jedinstvo Bihać est un club de football bosnien basé à Bihać, fondé en 1919.
Le club participe à la Coupe Intertoto en 1999. Au 1er tour, il élimine le club féroïen de GÍ Gøta. Il est battu au 2e tour par l'équipe roumaine de Ceahlăul Piatra Neamț.

## Historique
- 1919 : fondation du club

## Bilan sportif

### Palmarès
- Première Ligue de la fédération de Bosnie-et-Herzégovine
  - Champion : 2005

### Bilan européen
Note : dans les résultats ci-dessous, le score du club est toujours donné en premier
| Saison | Compétition     | Tour          | Club                  | Domicile | Extérieur | Total |
| ------ | --------------- | ------------- | --------------------- | -------- | --------- | ----- |
| 1999   | Coupe Intertoto | Premier tour  | GÍ Gøta               | 3 - 0    | 0 - 1     | 3 - 1 |
| 1999   | Coupe Intertoto | Deuxième tour | Ceahlăul Piatra Neamț | 1 - 2    | 1 - 3     | 2 - 5 |

Légende
- Victoire ou qualification pour le tour suivant
- Match nul
- Défaite ou élimination de la compétition